# Sandra Mairhofer
Sandra Mairhofer (1992) es una deportista italiana que compite en triatlón y duatlón. 
Ganó cuatro medallas en el Campeonato Mundial de Triatlón de Invierno entre los años 2021 y 2024, y una medalla en el Campeonato Europeo de Triatlón de Invierno de 2023. En triatlón campo a través obtuvo tres medallas en el Campeonato Mundial entre los años 2021 y 2023, y tres medallas en el Campeonato Europeo entre los años 2019 y 2022.
Además, en la modalidad de Xterra triatlón logró una medalla en el Campeonato Mundial de 2022 y tres medallas en el Campeonato Europeo entre los años 2021 y 2023.
En duatlón consiguió una medalla en el Campeonato Europeo de Duatlón Campo a Través de 2019.

## Palmarés internacional
| Campeonato Mundial | Campeonato Mundial            | Campeonato Mundial | Campeonato Mundial |
| Año                | Lugar                         | Medalla            | Prueba             |
| ------------------ | ----------------------------- | ------------------ | ------------------ |
| 2021               | San Julián de Loria (Andorra) | Medalla de oro     | Individual         |
| 2022               | San Julián de Loria (Andorra) | Medalla de plata   | Individual         |
| 2023               | Skeikampen (Noruega)          | Medalla de oro     | Individual         |
| 2024               | Pragelato (Italia)            | Medalla de oro     | Individual         |
| Campeonato Europeo |                               |                    |                    |
| Año                | Lugar                         | Medalla            | Prueba             |
| 2023               | San Julián de Loria (Andorra) | Medalla de oro     | Individual         |

| Campeonato Mundial | Campeonato Mundial           | Campeonato Mundial | Campeonato Mundial |
| Año                | Lugar                        | Medalla            | Prueba             |
| ------------------ | ---------------------------- | ------------------ | ------------------ |
| 2021               | Guijo de Granadilla (España) | Medalla de plata   | Individual         |
| 2022               | Târgu Mureș (Rumania)        | Medalla de oro     | Individual         |
| 2023               | Ibiza (España)               | Medalla de oro     | Individual         |
| Campeonato Europeo |                              |                    |                    |
| Año                | Lugar                        | Medalla            | Prueba             |
| 2019               | Târgu Mureș (Rumania)        | Medalla de bronce  | Individual         |
| 2021               | Molveno (Italia)             | Medalla de oro     | Individual         |
| 2022               | Bilbao (España)              | Medalla de oro     | Individual         |

| Campeonato Mundial | Campeonato Mundial           | Campeonato Mundial | Campeonato Mundial |
| Año                | Lugar                        | Medalla            | Prueba             |
| ------------------ | ---------------------------- | ------------------ | ------------------ |
| 2022               | Molveno (Italia)             | Medalla de plata   | Individual         |
| Campeonato Europeo |                              |                    |                    |
| Año                | Lugar                        | Medalla            | Prueba             |
| 2021               | Trento (Italia)              | Medalla de oro     | Individual         |
| 2022               | Prachatice (República Checa) | Medalla de plata   | Individual         |
| 2023               | Namur (Bélgica)              | Medalla de plata   | Individual         |

| Campeonato Europeo | Campeonato Europeo    | Campeonato Europeo | Campeonato Europeo |
| Año                | Lugar                 | Medalla            | Prueba             |
| ------------------ | --------------------- | ------------------ | ------------------ |
| 2019               | Târgu Mureș (Rumania) | Medalla de plata   | Individual         |